# لوچ‌آب
لوچاب  جماعت و شهرکی در کشور تاجیکستان است که در ناحیهٔ ورزاب ناحیه‌های تابع جمهوری قرار دارد. جمعیت این جماعت ۵۱۴۱ است.